# Ludwig Ofterdinger
Ludwig Felix Ofterdinger (* 18. Mai 1810 in Biberach an der Riß; † 10. April 1896 in Ulm) war ein deutscher Mathematiker. Ofterdinger war Professor an der Universität Tübingen und Gymnasialprofessor am Ulmer Obergymnasium. Er war von 1848 bis 1849 Mitglied der Kammer der Abgeordneten der Ständeversammlung des Königreichs Württemberg.

## Leben
Ludwig war der Sohn von Georg Ludwig Ofterdinger (1777–1859). Sein Vater war seit 1807 städtischer Arzt in Biberach. Seine Mutter Johanne Louise Auguste (1779–1848) war die Tochter des Oberamtmannes in Lauffen und Cannstatt Johann Friedrich Seyffer. Er war eines von vier Kindern, drei Söhnen und einer Tochter, des Paares.
Ofterdinger studierte von 1828 bis 1831 Mathematik und Astronomie an der Universität Berlin. Bereits im zweiten Studienjahr 1829 konnte er einen Preis für die Lösung der mathematischen Preisfrage über die Theorie der Grenzen gewinnen. Zu dem während dieser Zeit an der Universität lehrenden Professor Georg Wilhelm Friedrich Hegel, aber auch zu Alexander von Humboldt, fand er ein persönliches Verhältnis. Mit seiner Preisabhandlung Methodorum expositio quarum ope principia calculi superioris inventa sunt promovierte Ofterdinger im Juli 1831 an der Berliner Universität zum Dr. phil. Im Herbste des gleichen Jahres habilitierte er sich an der Tübinger Universität als Privatdozent für Mathematik, Astronomie und Physik. 1839 veröffentlichte er das Gutachten Die Wahrscheinlichkeits-Berechnung der allgemeinen Rentenanstalt zu Stuttgart für das Kuratorium der Allgemeinen Rentenanstalt zu Stuttgart.
Während der Märzrevolutionszeit 1848 bis 1849 war Otferdinger politisch aktiv. Bei den Landtagswahlen vom 15. bis 17. Juni 1848 wurde er im Wahlkreis Biberach mit 365 von 572 abgegebenen Stimmen zum Mitglied der Kammer der Abgeordneten der Ständeversammlung des Königreichs Württemberg in den 15. ordentlichen Landtag (dem sogenannten Langen Landtag) gewählt. Er bekannte, sich für eine Stärkung des Bauernstandes und den Wohlstand des Bürgertums einsetzen zu wollen. Die Verbesserung des Schulwesens hatte er sich ebenso wie die Freiheit der Kirche auf die Fahne geschrieben. Doch bereits im Dezember 1848 sprach ihm der Biberacher Volksverein, aufgrund von Ofterdiners angeblich unvolkstümlicher Haltung, das Misstrauen aus. Sein Verhalten stehe nicht im Einklang mit seinen öffentlich ausgesprochenen Grundsätzen. Seine Stellung als Abgeordneter war damit unterminiert. Bei der nächsten Wahl im Jahre 1849 wurde Rudolf Probst gewählt, der den Bezirk 45 Jahre lang vertreten sollte.
Nach zwanzigjähriger Tätigkeit wurde er 1851 außerordentlicher Professor an der Universität Tübingen. Doch schon 1852 ernannte man ihn zum Professor der Mathematik am Obergymnasium zu Ulm. Dort wirkte er nochmals über zwanzig Jahre. 1853 erschien von ihm im Programm des Gymnasiums Beiträge zur Wiederherstellung der Schrift des Euklides ueber die Theilung der Figuren und 1860 Beiträge zur Geschichte der griechischen Mathematik. Letzteres Werk war zugleich ein Beitrag für die Festschrift zum 50. Jahrestag der Gründung der Berliner Universität. Ebenfalls im Programm des Gymnasiums veröffentlichte Ofterdinger 1867 Beiträge zur Geschichte der Mathematik in Ulm bis zur Mitte des XVII. Jahrhunderts. Seine Rede, gehalten zur Feier des 300-jährigen Geburtstages von Johannes Kepler 1871 in Ulm, wurde ein Jahr später gedruckt.
1875 wurde Ofterdinger pensioniert. Noch im Ruhestand widmete er sich literaturhistorischen Forschungen. Er beschäftigte sich intensiv mit Christoph Martin Wieland, der wie er aus Biberach an der Riss kam. Er besaß eine umfangreiche Sammlung von Wieland-Schriften sowie Porträts und trug wesentlich zur Errichtung des Wielanddenkmals in Biberach bei. 1877 erschien seine Biografie Christoph Martin Wieland's Leben und Wirken in Schwaben und in der Schweiz. Zahlreiche kleine Arbeiten publizierte er in den Württembergischen Vierteljahresheften für Landesgeschichte, den Verhandlungen des Historischen Vereins für Kunst und Altertum in Ulm und Oberschwaben und dem Archiv für das Studium der neueren Sprachen und Literaturen, so unter anderem 1873 Über Maß und Gewicht der Reichsstadt Ulm und Stammschloß Württemberg, 1883 Geschichte des Theaters in Biberach von 1686 an bis auf die Gegenwart und 1885 Erinnerungen an Ludmilla Assing. Ofterdinger war Mitglied im Verein für Kunst und Altertum in Ulm und Oberschwaben sowie des Vereins für Mathematik und Naturwissenschaften in Ulm, für den er zahlreiche Vorträge hielt und dessen Ehrenmitglied er war.
Ludwig Ofterdinger starb am 10. April 1896, im Alter von 85 Jahren, unerwartet an einer Herzlähmung in Ulm. Sein schriftlicher Nachlass befindet sich im Deutschen Literaturarchiv in Marbach am Neckar.

## Veröffentlichungen
- Methodorum expositio, quarum ope principia calculi superioris inventa sunt. (Dissertationsschrift) Berlin 1831.
- Ueber Kometen, deren Bahnen, Grösse, physische Beschaffenheit und Bestimmung. Mit 2 Tafeln. Schweizerbart, Stuttgart 1835 (Digitalisat)
- Wahrscheinlichkeits-Berechnung der allgemeinen Rentenanstalt zu Stuttgart. Stuttgart 1839.
- Beiträge zur Wiederherstellung der Schrift des Euklides ueber die Theilung der Figuren. Ulm 1853.
- Beiträge zur Geschichte der griechischen Mathematik. Ulm 1860.
- Beiträge zur Geschichte der Mathematik in Ulm bis zur Mitte des XVII. Jahrhunderts. Ulm 1867.
- Zum Andenken an Johannes Kepler. Rede, gehalten zur Feier des 300jährigen Geburtstages Keplers. Ulm 1872.
- Ein Manuscript Keppler`s. Ulm 1872.
- Über Maß und Gewicht der Reichsstadt Ulm. Ulm 1873.
- Stammschloß Württemberg. Ulm 1873.
- Christoph Martin Wieland's Leben und Wirken in Schwaben und in der Schweiz. Heilbronn 1877.
- Geschichte des Theaters in Biberach von 1686 an bis auf die Gegenwart. Stuttgart 1883.
- Erinnerungen an Ludmilla Assing. Braunschweig 1885.